# Ідель Торрьєнте
Ідель Торрьєнте Ліл (ісп. Idel Torriente Leal; 9 вересня 1986) — кубинський боксер, чемпіон Панамериканських ігор, переможець Кубку світу.

## Спортивна кар'єра
2006 року Ідель Торрьєнте в півфіналі чемпіонату Куби в легшій вазі здобув перемогу над Роніелем Іглесіас, а у фіналі програв Гільєрмо Рігондо.
2007 року він перейшов до напівлегкої ваги і на Панамериканських іграх став чемпіоном.
2008 року кваліфікувався на Олімпійські ігри, на яких вибув з боротьби за нагороди у чвертьфіналі.
- В 1/16 фіналу переміг Прінса Октопус Дзанні (Гана) — 11-2
- В 1/8 фіналу переміг Зорігтбаатарина Енхзоріг (Монголія) — 10-9
- У чвертьфіналі програв Шахіну Імранову (Азербайджан) — 14-16

У грудні 2008 року став переможцем Кубку світу в Москві.
2009 року Торрьєнте перейшов до легкої ваги і на чемпіонаті світу здобув дві перемоги, а в чвертьфіналі програв Доменіко Валентіно (Італія) — 5-10.
2014 року Ідель Торрьєнте перебрався до Сполучених Штатів Америки, де провів чотири боя на професійному рингу.